# パーキン・ウォーベック

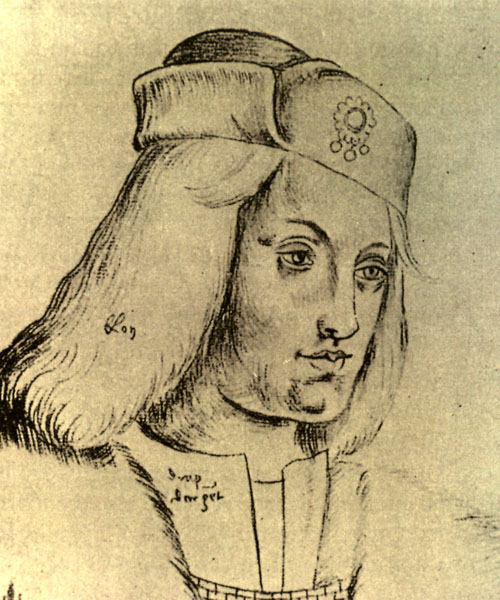
パーキン・ウォーベック

パーキン・ウォーベック（Perkin Warbeck、1474年頃 - 1499年11月23日）は、テューダー朝の王位詐称者。

## 略歴・人物
トゥルネー（現在はベルギー領）の生まれ。イングランド王エドワード4世の次男であるヨーク公リチャードであると主張した。
フランス王シャルル8世、ブルゴーニュ公妃マーガレット・オブ・ヨークからも認められ、1493年には神聖ローマ皇帝マクシミリアン1世に招待され、フリードリヒ3世の葬儀に出席している。
1495年、イングランドへの上陸を試みるが失敗し、アイルランドに向かう。その後、デズモンド伯爵の支援を受けてウォーターフォードを包囲するが、町の抵抗に遭い、スコットランドに撤退した。スコットランドでは歓迎され、ハントリー伯爵ジョージ・ゴードンの娘・キャサリン・ゴードンと結婚し、スコットランド王ジェームズ4世から月112ポンドの年金を与えられた。1496年9月にウォーベックを支援してスコットランドはイングランドに攻め込むが敗退し、ウォーベックは再びアイルランドに渡った。
1497年9月12日、2隻の船で120人の兵士と共にランズ・エンド付近に到着し、エクセターに着くまでには数千人の軍勢となっていた。しかしエクセターの町の抵抗に遭い、イングランド軍も到着すると、ウォーベックはボーリュー修道院に逃げ込み、降伏した。
ウォーベックは捕虜になった後、主張を撤回し、1474年頃にトゥルネーで生まれたフレミングという名であることを告白した。また、ランバート・シムネルと共にヘンリー7世の王位請求者でもあった。
伝えられるところによると、ウォーベックは見た目がエドワード4世に似ていたため、彼はエドワードの隠し子またはヨーク家との関わりを持つ者と見られていた。フランシス・ベーコンは、彼がエドワード4世の隠し子であると信じていた。また、彼はエドワード兄弟の一人であるリチャード3世または、彼の最初の主要スポンサーであったマーガレット・オブ・ヨークの息子であったとも言われている。
1498年6月に逃亡を試みて失敗し、ロンドン塔で拘留されることとなった。ウォリック伯エドワードと隣り合った独房に収容されるが、脱走とエドワードの即位を企てたとして、1499年11月23日に絞首刑に処された。